# کریستین هانا
کریستین هانا (انگلیسی: Kristin Hannah؛ زادهٔ ۲۵ سپتامبر ۱۹۶۰) نویسنده اهل ایالات متحده آمریکا است. وی برنده چندین جایزه ادبی شده و برخی کتاب‌های وی در جدول کتاب‌های پرفروش قرار داشته‌است.